# Елісон-Бей 219
Елісон-Бей 219 (англ. Allison Bay 219) — індіанська резервація в Канаді, у провінції Альберта, у межах спеціалізованого муніципалітету Вуд-Баффало.

## Населення
За даними перепису 2016 року, індіанська резервація нараховувала 127 осіб, показавши зростання на 51,2%, порівняно з 2011-м роком. Середня густина населення становила 6,6 осіб/км².
З офіційних мов обидвома одночасно не володів жоден з жителів, тільки англійською — 125. Усього 25 осіб вважали рідною мовою не одну з офіційних, з них усі — одну з корінних мов
Працездатне населення становило 70,6% усього населення, рівень безробіття — 16,7%.

## Клімат
Середня річна температура становить -1,2°C, середня максимальна – 21°C, а середня мінімальна – -28,1°C. Середня річна кількість опадів – 384 мм.
| Клімат поселення                              | Клімат поселення | Клімат поселення | Клімат поселення | Клімат поселення | Клімат поселення | Клімат поселення | Клімат поселення | Клімат поселення | Клімат поселення | Клімат поселення | Клімат поселення | Клімат поселення | Клімат поселення |
| Показник                                      | Січ.             | Лют.             | Бер.             | Квіт.            | Трав.            | Черв.            | Лип.             | Серп.            | Вер.             | Жовт.            | Лист.            | Груд.            |                  |
| Середній максимум, °C                         | −15,36           | −11,02           | −4,58            | 6,37             | 14,39            | 20,77            | 21,02            | 19,22            | 12,85            | 5,44             | −6,01            | −14,83           |                  |
| Середня температура, °C                       | −21,74           | −17,41           | −10,94           | 0,00             | 8,02             | 14,40            | 16,98            | 15,19            | 8,81             | 1,41             | −10,06           | −18,86           |                  |
| Середній мінімум, °C                          | −28,11           | −23,78           | −17,31           | −6,38            | 1,66             | 8,04             | 12,92            | 11,14            | 4,78             | −2,64            | −14,1            | −22,9            |                  |
| Норма опадів, мм                              | 20               | 16               | 18               | 20               | 28               | 44               | 66               | 50               | 43               | 33               | 25               | 21               |                  |
| Середньомісячна швидкість вітру, м/с          | 2.40             | 2.52             | 2.90             | 3.18             | 3.30             | 3.00             | 2.80             | 2.74             | 2.92             | 2.94             | 2.70             | 2.40             |                  |
| Середньомісячна сонячна радіація, кДж/м²·день | 1911             | 4952             | 10844            | 17040            | 20901            | 22403            | 20832            | 16318            | 10208            | 5087             | 2129             | 1182             |                  |
| --------------------------------------------- | ---------------- | ---------------- | ---------------- | ---------------- | ---------------- | ---------------- | ---------------- | ---------------- | ---------------- | ---------------- | ---------------- | ---------------- | ---------------- |
| Джерело:                                      |                  |                  |                  |                  |                  |                  |                  |                  |                  |                  |                  |                  |                  |